# 雷·贾亚瓦哈纳
雷·贾亚瓦哈纳（英語：Ray Jayawardhana）是一位斯里兰卡出生的美国天体物理学家和科普作家，现任康奈尔大学艺术与科学学院院长和天文学教授，主要作品有《中微子猎手——如何追寻“鬼魅粒子”》（Neutrino Hunters: The Thrilling Chase for a Ghostly Particle to Unlock the Secrets of the Univer，2013）等。